# 茶碱乙酸
茶碱乙酸（INN：Acefylline），也称为醋茶碱，是黄嘌呤类的兴奋剂药物。它可作为腺苷受体拮抗剂。它与药物制剂乙苯海拉明中的苯海拉明结合，有助于抵消苯海拉明引起的睡意。
茶碱乙酸的硅烷醇—甘露糖醛酸缀合物，乙酰茶碱甲基硅烷醇甘露糖醛酸酯（INCI；商品名Xantalgosil C），可作为脂解磷酸二酯酶抑制剂在市场上销售。它被用作药妆品的成分，用于治疗橘皮组织和用作皮肤调理剂。